# Сельский стиль
Сельский стиль (итал. stile rustico, фр. style rustique, от лат. rusticus — простой, грубый, деревенский) — внутристилевое течение в искусстве итальянского маньеризма XVI века. Сельский стиль проявился главным образом в архитектуре загородных вилл, садово-парковом искусстве, декоративной скульптуре. Мастера этого течения в поисках наибольшей выразительности, необычности и органичной связи с окружающей природой насыщали формы динамикой, экспрессией, уподобляя их природным, органическим образованиям, стилизуя архитектурные объёмы под скалы, гроты, пещеры, а статуи, делая их из грубого материала — известняка, цемента, — как бы поросшими мхом или растрескавшимися от времени.
Сельский стиль был своеобразной реакцией на рационализм и исчерпанность средств искусства римского классицизма начала XVI века, школы Браманте и Рафаэля. Маньеристами были архитекторы и живописцы, ученики Рафаэля, к примеру Джулио Романо. Одним из источников маньеристического сельского стиля считают интерес художников к архитектуре загородных вилл римских патрициев поздней античности (лат. villa suburbana). Их описание можно было найти в «Нравственных письмах» Сенеки Младшего к Луцилию (I в. н. э.). Другое, позднейшее название: вернакулярный стиль (от лат. vernaculum — местный, туземный).
Описание Сенеки использовал А. Палладио при проектировании и строительстве виллы Барбаро (виллы Мазер). По определению Дж. Вазари такие виллы «подобны созданиям природы» (итал. come opera di natura). Отсюда также название «руста», или рустовки, — кладки из крупных, грубо отёсанных камней, придающих зданию «скальный вид». Архитектор Б. Амманати применил рустованные колонны и осуществил идеи «сельской виллы» (лат. rus in urbe — деревни в городе) в Садах Боболи при Палаццо Питти во Флоренции. Амманати создал причудливые гроты с фонтанами в виде драконов в парке Витербо (около 1552 года). Джамболонья (Джованни да Болонья) является автором одного из самых причудливых созданий сельского стиля — грота «Апеннины» на вилле Сан-Донато близ Флоренции (1579—1580). Причудливые сооружения, включая знаменитый «Наклонный дом», находятся в парке Бомарцо близ Витербо, владения князя В. Орсини. Этот парк из-за обилия фантастических скульптур называют «Парком чудищ» (итал. Parco dei Mostri).
Примеры «сельского стиля» привёл в «Экстраординарной книге» своего трактата об архитектуре (1551) итальянец Себастьяно Серлио. В России идеи сельского стиля в эпоху романтизма и увлечения английскими пейзажными парками отчасти осуществил П. Гонзага.